# バゴ (競走馬)
バゴ（Bago、2001年2月3日 - ）はフランスの競走馬・種牡馬。
主な勝ち鞍は2003年のクリテリウムアンテルナシオナル、2004年のジャンプラ賞、パリ大賞、凱旋門賞、2005年のガネー賞。馬名の意味は、ミャンマーの都市名。主戦騎手はデビューしてから一貫してティエリ・ジレであった。

## 戦績

### 2歳・3歳時
2003年8月のデビュー戦で勝利すると、6馬身差で勝利したクリテリウム・アンテルナシオナル (G1) を含む4連勝（すべて1600mのレース）で、翌年のクラシック戦線の有力馬と目されるようになる。
しかし翌2004年はクラシックには出走せずジャンプラ賞 (G1) から始動し、ここを勝利。次に出走したパリ大賞典 (G1) も勝利し、デビューからG1レース3勝を含む6連勝を達成する。ここで陣営はイギリスで8月に行われるインターナショナルステークス (G1) に出走することにしたが、初めての国外レースでは3着に敗れて連勝はストップした。ここまでマイルから中距離路線を中心に使われてきたバゴだが、フランスに帰国すると、凱旋門賞 (G1) に出走するため、そのプレップレースであるニエル賞 (G2) に出走し3着となる。迎えた凱旋門賞では5番人気にとどまったが、レースでは抜け出したチェリーミックスを差し切り優勝。この年のカルティエ賞最優秀3歳牡馬に選ばれた。このあと引退と種牡馬入りが検討されたが、翌年も現役を続行することとなった。

### 古馬時代
2005年はガネー賞 (G1) から始動し、ここでも危なげなく勝利する。しかしタタソールズゴールドカップ (G1) を惜敗すると、サンクルー大賞 (G1) ではアルカセットに完敗し3着。続くキングジョージ6世&クイーンエリザベスダイヤモンドステークス (G1) でも3着どまり、連覇を狙った凱旋門賞でも3着と、大崩れはしないものの勝ちきれないレースが続く。
その後アメリカに遠征し、ブリーダーズカップ・ターフ (G1) に出走するも4着。引退レースとして出走したジャパンカップ (G1) ではアルカセットの激走を尻目に8着と大敗し、生涯で初めて掲示板（5着以内）を外した。

### 競走成績
| 出走日     | 競馬場           | 競走名           | 格 | 距離      | 着順 | 騎手   | 着差      | 1着（2着）馬   |
| ---------- | ---------------- | ---------------- | -- | --------- | ---- | ------ | --------- | -------------- |
| 2003.08.05 | ドーヴィル       | ブルジェブス賞   |    | 芝1600m   | 1着  | T.ジレ | 2馬身     | (Marnix)       |
| 2003.09.02 | ロンシャン       | エーグル賞       |    | 芝1600m   | 1着  | T.ジレ | 2馬身     | (Joursanvault) |
| 2003.09.20 | ロンシャン       | シェーヌ賞       | G3 | 芝1600m   | 1着  | T.ジレ | 1 1/2馬身 | （Valixir）    |
| 2003.11.01 | サンクルー       | クリテリウム国際 | G1 | 芝1600m   | 1着  | T.ジレ | 6馬身     | (Top Seed)     |
| 2004.06.06 | シャンティ       | ジャンプラ賞     | G1 | 芝1800m   | 1着  | T.ジレ | 3馬身     | (Cacique)      |
| 2004.06.27 | ロンシャン       | パリ大賞典       | G1 | 芝2000m   | 1着  | T.ジレ | 1/2馬身   | (Cacique)      |
| 2004.08.17 | ヨーク           | 英国際S          | G1 | 芝10f88y  | 3着  | T.ジレ | 1 1/2馬身 | Sulamani       |
| 2004.09.12 | ロンシャン       | ニエル賞         | G2 | 芝2400m   | 3着  | T.ジレ | 1馬身     | Valixir        |
| 2004.10.03 | ロンシャン       | 凱旋門賞         | G1 | 芝2400m   | 1着  | T.ジレ | 1/2馬身   | (Cherry Mix)   |
| 2005.04.24 | ロンシャン       | ガネー賞         | G1 | 芝2100m   | 1着  | T.ジレ | 1 1/2馬身 | (Reefscape)    |
| 2005.05.22 | カラ             | タタソルズ金杯   | G1 | 芝10f110y | 2着  | T.ジレ | 3/4馬身   | Grey Swallow   |
| 2005.06.26 | サンクルー       | サンクルー大賞   | G1 | 芝2400m   | 3着  | T.ジレ | 4馬身     | Alkaased       |
| 2005.07.23 | ニューベリー     | KGVI&QEDS        | G1 | 芝12f5y   | 3着  | T.ジレ | 1 1/4馬身 | Azamour        |
| 2005.10.02 | ロンシャン       | 凱旋門賞         | G1 | 芝2400m   | 3着  | T.ジレ | 3 1/2馬身 | Hurricane Run  |
| 2005.10.29 | ベルモントパーク | BCターフ         | G1 | 芝12f     | 4着  | T.ジレ | 2 3/4馬身 | Shirocco       |
| 2005.11.27 | 東京             | ジャパンC        | GI | 芝2400m   | 8着  | T.ジレ | 0.7秒     | アルカセット   |

## 種牡馬成績
引退後は日本にて種牡馬となり、日本軽種馬協会静内種馬場に繋養されていたが、2008年の種付けシーズン終了後に胆振種馬場へ移動、2009年の種付けシーズン終了後に静内種馬場に戻った。
初年度産駒から、菊花賞を制したビッグウィーク、フラワーカップを制し桜花賞でも2着に好走したオウケンサクラを送り出した。後年の産駒にはグランプリ3連覇を果たすクロノジェネシスがいる。
2024年10月26日に種牡馬を引退し、功労馬となることが発表された。

### 主な産駒

#### グレード制重賞優勝馬
太字はGI競走
- 2007年産
  - ビッグウィーク（菊花賞）
  - オウケンサクラ（フラワーカップ）
  - アクティビューティ（クイーン賞）
- 2010年産
  - トロワボヌール（クイーン賞2回、スパーキングレディーカップ）
- 2011年産
  - クリスマス（函館2歳ステークス）
- 2012年産
  - タガノアザガル（ファルコンステークス）
- 2014年産
  - コマノインパルス（京成杯）
- 2016年産
  - クロノジェネシス（秋華賞、クイーンカップ、京都記念、宝塚記念2回、有馬記念）
- 2018年産
  - ステラヴェローチェ（サウジアラビアロイヤルカップ、神戸新聞杯）

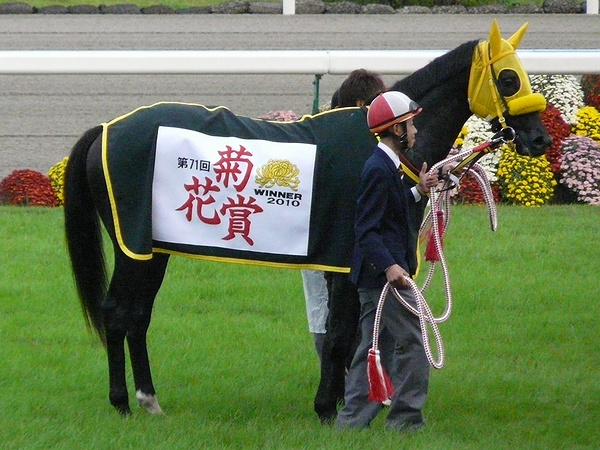
ビッグウィーク（2007年産）

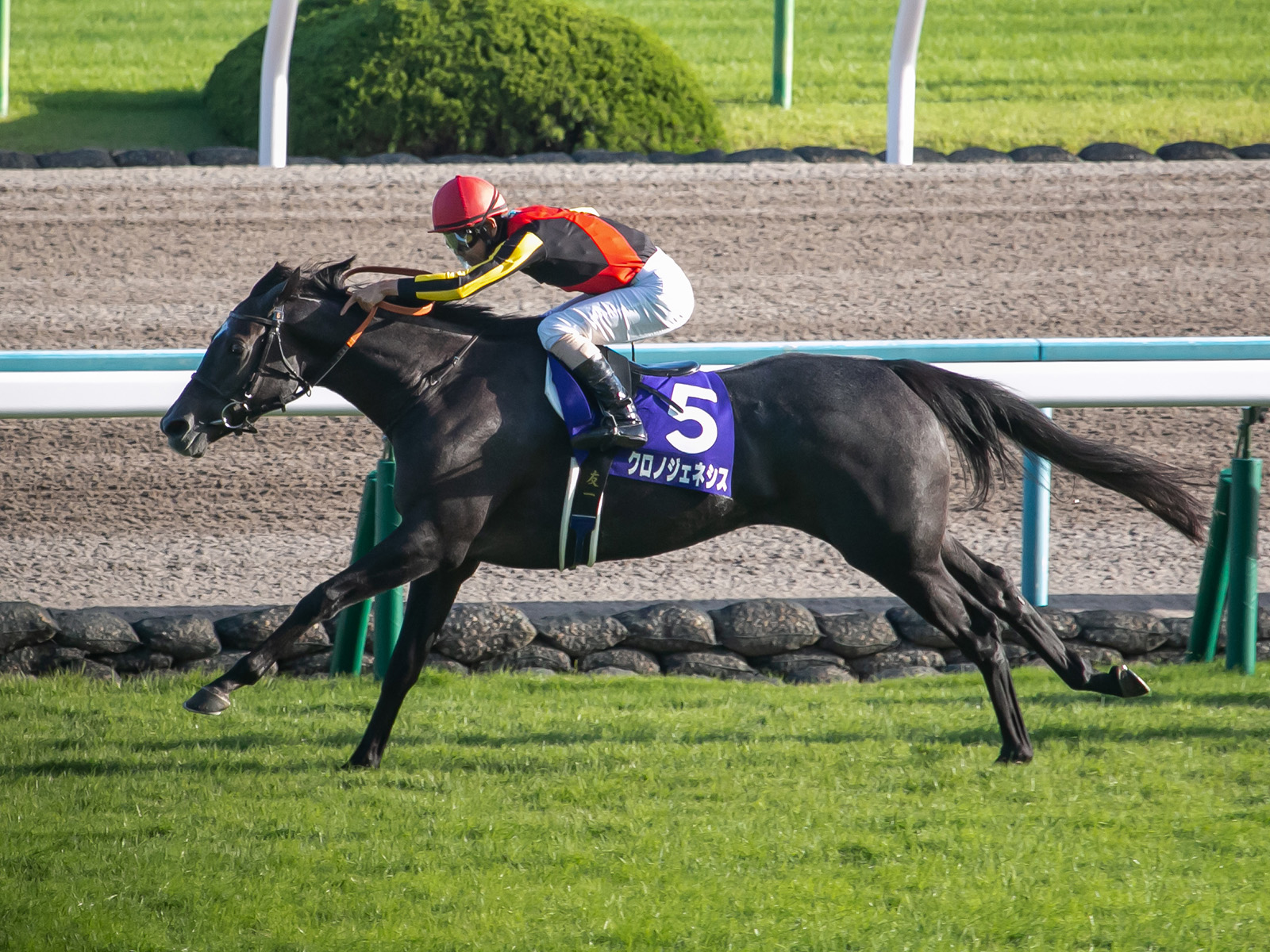
クロノジェネシス（2016年産）

- 2022年産
  - トータルクラリティ（新潟2歳ステークス）

#### 地方重賞優勝馬
- 2007年産
  - ショウリュウ（ハイセイコー記念）
- 2011年産
  - カンスタントリー（新涼賞、長月賞）
  - カシノタロン（吉野ヶ里記念）
- 2012年産
  - ブラックバゴ（OROカップ）
- 2013年産
  - ジャストフォファン（王冠賞）
- 2016年産
  - タガノファジョーロ（佐賀王冠賞、九州大賞典）[5]

### 母父としての主な産駒
- 2019年産
  - ブリッツファング（兵庫チャンピオンシップ）

## 血統表
| バゴの血統（ブラッシンググルーム系（ナスルーラ系） / Natalma 4×5=9.38%、Nearco 5×5=6.25%、Native Dancer 5×5=6.25%） | バゴの血統（ブラッシンググルーム系（ナスルーラ系） / Natalma 4×5=9.38%、Nearco 5×5=6.25%、Native Dancer 5×5=6.25%） | バゴの血統（ブラッシンググルーム系（ナスルーラ系） / Natalma 4×5=9.38%、Nearco 5×5=6.25%、Native Dancer 5×5=6.25%） | （血統表の出典）           | （血統表の出典） |
| 父 Nashwan 1986 栗毛 アメリカ                                                                                       | 父の父Blushing Groom 1974 栗毛 フランス                                                                             | Red God | Nasrullah                  | Nasrullah        |
| 父 Nashwan 1986 栗毛 アメリカ                                                                                       | 父の父Blushing Groom 1974 栗毛 フランス                                                                             | Red God | Spring Run                 |                  |
| 父 Nashwan 1986 栗毛 アメリカ                                                                                       | 父の父Blushing Groom 1974 栗毛 フランス                                                                             | Runaway Bride | Wild Risk                  | Wild Risk        |
| 父 Nashwan 1986 栗毛 アメリカ                                                                                       | 父の父Blushing Groom 1974 栗毛 フランス                                                                             | Runaway Bride | Aimée                      |                  |
| 父 Nashwan 1986 栗毛 アメリカ                                                                                       | 父の母Height of Fashion 1979 鹿毛 フランス                                                                          | Bustino | Busted                     | Busted           |
| 父 Nashwan 1986 栗毛 アメリカ                                                                                       | 父の母Height of Fashion 1979 鹿毛 フランス                                                                          | Bustino | Ship Yard                  |                  |
| 父 Nashwan 1986 栗毛 アメリカ                                                                                       | 父の母Height of Fashion 1979 鹿毛 フランス                                                                          | Highclere | Queen's Hussar             | Queen's Hussar   |
| 父 Nashwan 1986 栗毛 アメリカ                                                                                       | 父の母Height of Fashion 1979 鹿毛 フランス                                                                          | Highclere | Highlight                  |                  |
| 母 Moonlight's Box 1996 鹿毛 アメリカ                                                                               | 母の父Nureyev 1977 鹿毛 アメリカ                                                                                    | Northern Dancer | Nearctic                   | Nearctic         |
| 母 Moonlight's Box 1996 鹿毛 アメリカ                                                                               | 母の父Nureyev 1977 鹿毛 アメリカ                                                                                    | Northern Dancer | Natalma                    |                  |
| 母 Moonlight's Box 1996 鹿毛 アメリカ                                                                               | 母の父Nureyev 1977 鹿毛 アメリカ                                                                                    | Special | Forli                      | Forli            |
| 母 Moonlight's Box 1996 鹿毛 アメリカ                                                                               | 母の父Nureyev 1977 鹿毛 アメリカ                                                                                    | Special | Thong                      |                  |
| 母 Moonlight's Box 1996 鹿毛 アメリカ                                                                               | 母の母Coup de Genie 1991 鹿毛 アメリカ                                                                              | Mr. Prospector | Raise a Native             | Raise a Native   |
| 母 Moonlight's Box 1996 鹿毛 アメリカ                                                                               | 母の母Coup de Genie 1991 鹿毛 アメリカ                                                                              | Mr. Prospector | Gold Digger                |                  |
| 母 Moonlight's Box 1996 鹿毛 アメリカ                                                                               | 母の母Coup de Genie 1991 鹿毛 アメリカ                                                                              | Coup de Folie | Halo                       | Halo             |
| 母 Moonlight's Box 1996 鹿毛 アメリカ                                                                               | 母の母Coup de Genie 1991 鹿毛 アメリカ                                                                              | Coup de Folie | Raise the Standard FNo.2-d |                  |

- 半弟に2013年イスパーン賞、ムーラン・ド・ロンシャン賞優勝馬Maxios（父Monsun）がいる。
- 2代母Coup de Genieは1993年フランス最優秀2歳牝馬であり、その全兄にMachiavellianがいる。
- 5代母にNatalma（本血統表内Raise the Standardの母）がおり、その母Almahmoudから広がる牝系からはNorthern Dancer、Halo、デインヒルなど多くの活躍馬が輩出されている。また、母Moonlight's BoxはそのAlmahmoudが4×4×5とラインブリードされ、牝系の良さが強調されている。